# Águia Branca
Águia Branca is een gemeente in de Braziliaanse deelstaat Espírito Santo. De gemeente telt 9.503 inwoners (schatting 2009).
De gemeente grenst aan Barra de São Francisco, Mantenópolis, Nova Venécia, Pancas, São Domingos do Norte en São Gabriel da Palha.